# 河合操
河合 操（かわい みさお、1864年10月26日（元治元年9月26日） - 1941年（昭和16年）10月11日）は、日本の陸軍軍人。最終階級は陸軍大将。

## 経歴
杵築藩士、河合盛益の二男として生れる。1879年11月、陸軍教導団に入り工兵軍曹を経て、1886年6月、陸軍士官学校（旧8期）を卒業し、陸軍少尉任官。1892年12月、陸軍大学校（8期）を卒業した。台湾総督府参謀として1895年8月から1897年2月まで台湾に出征した。その後、陸大教官、ドイツ駐在、大本営参謀などを歴任。
日露戦争では、満州軍参謀として出征し、遼陽会戦後に第4軍参謀、さらに第3軍参謀副長となった。ドイツ駐在、陸大教官、陸大幹事、陸軍省軍務局歩兵課長を経て、1910年11月、陸軍少将に進級し、歩兵第7旅団長、人事局長、陸大校長を歴任。1915年8月、陸軍中将となり、第1師団長、関東軍司令官を歴任。1921年4月、陸軍大将となり、軍事参議官、参謀総長を務め、1926年3月に予備役に編入。1927年5月から没するまで枢密顧問官を務めた。
子宝に恵まれず、1931年に妻を亡くした後は妹が家事を担った。1941年10月11日、狭心症のため杉並区堀ノ内の自宅で死去。法名は「徳操院殿鉄心宗忠大居士」。青山墓地に葬られた。

## 栄典
位階
- 1886年（明治19年）11月27日 - 正八位[3][4]
- 1892年（明治25年）1月27日 - 従七位[3][5]
- 1894年（明治27年）12月18日 - 正七位[3][6]
- 1900年（明治33年）2月10日 - 従六位[3][7]
- 1904年（明治37年）9月13日 - 正六位[3][8]
- 1907年（明治40年）12月27日 - 従五位[3][9]
- 1911年（明治44年）2月10日 - 正五位[3][10]
- 1915年（大正4年）9月10日 - 従四位[3][11]
- 1917年（大正6年）10月1日 - 正四位[3][12]
- 1920年（大正9年）10月11日 - 従三位[3][13]
- 1923年（大正12年）12月10日 - 正三位[3][14]
- 1930年（昭和5年）3月15日 - 従二位[3][15]
- 1937年（昭和12年）4月1日 - 正二位[3][16]
- 1941年（昭和16年）10月11日 - 従一位[3][17]

勲章等
- 1895年（明治28年）11月18日 - 明治二十七八年従軍記章[3]
- 1896年（明治29年）4月11日 - 功五級金鵄勲章・勲六等瑞宝章[3][18]
- 1899年（明治32年）3月31日 - 勲五等双光旭日章[3][19]
- 1905年（明治38年）5月30日 - 勲四等瑞宝章[3][20]
- 1906年（明治39年）4月1日 - 功三級金鵄勲章・勲三等旭日中綬章・明治三十七八年従軍記章[3]
- 1912年（大正元年）8月1日 - 韓国併合記念章[3]
- 1915年（大正4年）
  - 8月28日 - 勲二等瑞宝章[3][21]
  - 11月7日 - 旭日重光章・大正三四年従軍記章[3][22]
  - 11月10日 - 大礼記念章（大正）[3][23]
- 1919年（大正8年）
  - 5月7日 - 金杯一個[3][24]
  - 12月15日 - 戦捷記章[3][25]
- 1920年（大正9年）11月1日 - 勲一等瑞宝章・大正三年乃至九年戦役従軍記章[3][26]
- 1921年（大正10年）7月1日 - 第一回国勢調査記念章[3][27]
- 1924年（大正13年）12月25日 - 旭日大綬章[3][28]
- 1928年（昭和3年）11月10日 - 大礼記念章（昭和）[3]
- 1931年（昭和6年）3月20日 - 帝都復興記念章[3][29]
- 1940年（昭和15年）8月15日 - 紀元二千六百年祝典記念章[30]
- 1941年（昭和16年）10月11日 - 旭日桐花大綬章[3][17]

外国勲章佩用允許
- 1924年（大正13年）5月27日 - チリ共和国：有功第一等記章[3][31]
- 1934年（昭和9年）3月1日 - 満州帝国：大満洲国建国功労章[3]
- 1938年（昭和13年）7月9日 - 満州帝国：勲一位景雲章[3][32]